# Tempest (Smallville)
Tempest é o vigésimo-primeiro episódio da ficção científica estadunidense Smallville exibida originalmente em 21 de maio de 2002 pela rede de televisão The WB.